# Compsoctena media
Compsoctena media är en fjärilsart som beskrevs av Walsingham 1897. Compsoctena media ingår i släktet Compsoctena och familjen Eriocottidae. Inga underarter finns listade i Catalogue of Life.